# Avenida Maanaim
A Avenida Maanaim é um logradouro do município brasileiro de Coronel Fabriciano, no interior do estado de Minas Gerais. Começa na Avenida Presidente Tancredo de Almeida Neves e termina no bairro Sílvio Pereira II, em uma extensão de cerca de 1,7 km. Essa avenida delineia uma área em processo de ocupação que constitui uma das poucas zonas favoráveis à verticalização residencial na cidade, segundo definido no Plano Diretor Municipal em 2019.
Sua criação vinha sendo cogitada desde 2010, com o intuito de facilitar o acesso ao distrito Senador Melo Viana e ao mesmo tempo desafogar o tráfego da Avenida Magalhães Pinto, mas devido aos trâmites ambientais a abertura foi feita entre 2012 e 2013. A denominação também foi decidida em 2013 e ao fim desse ano a maior parte da drenagem já estava concluída. No entanto, a liberação total ocorreu apenas em 2017, devido ao aguardo para a desapropriação de uma casa. Dessa forma, foi encurtado um trajeto que demandava ser feito com mais de 8 km.

## História

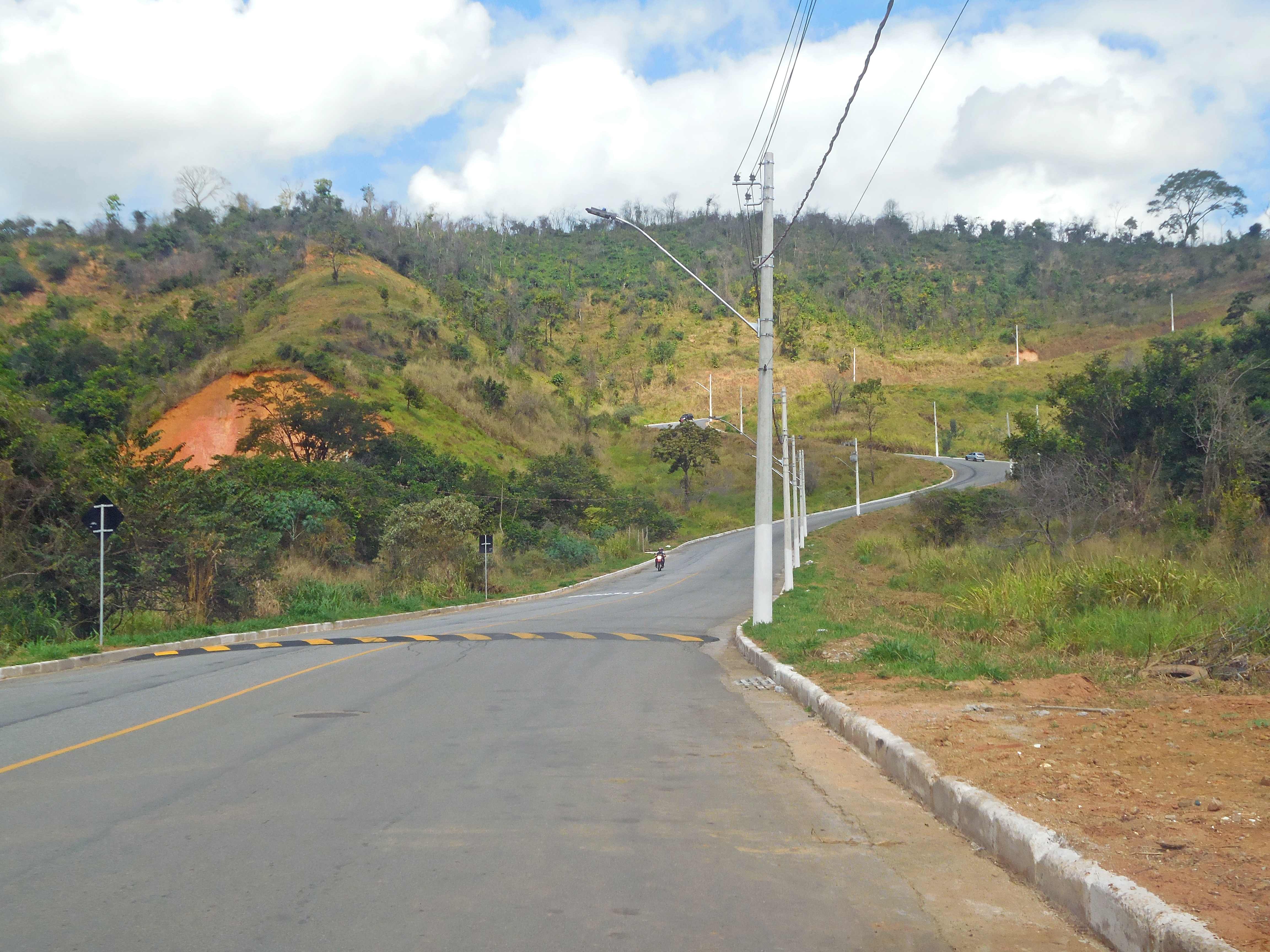
Aclive na Avenida Maanaim (2020)

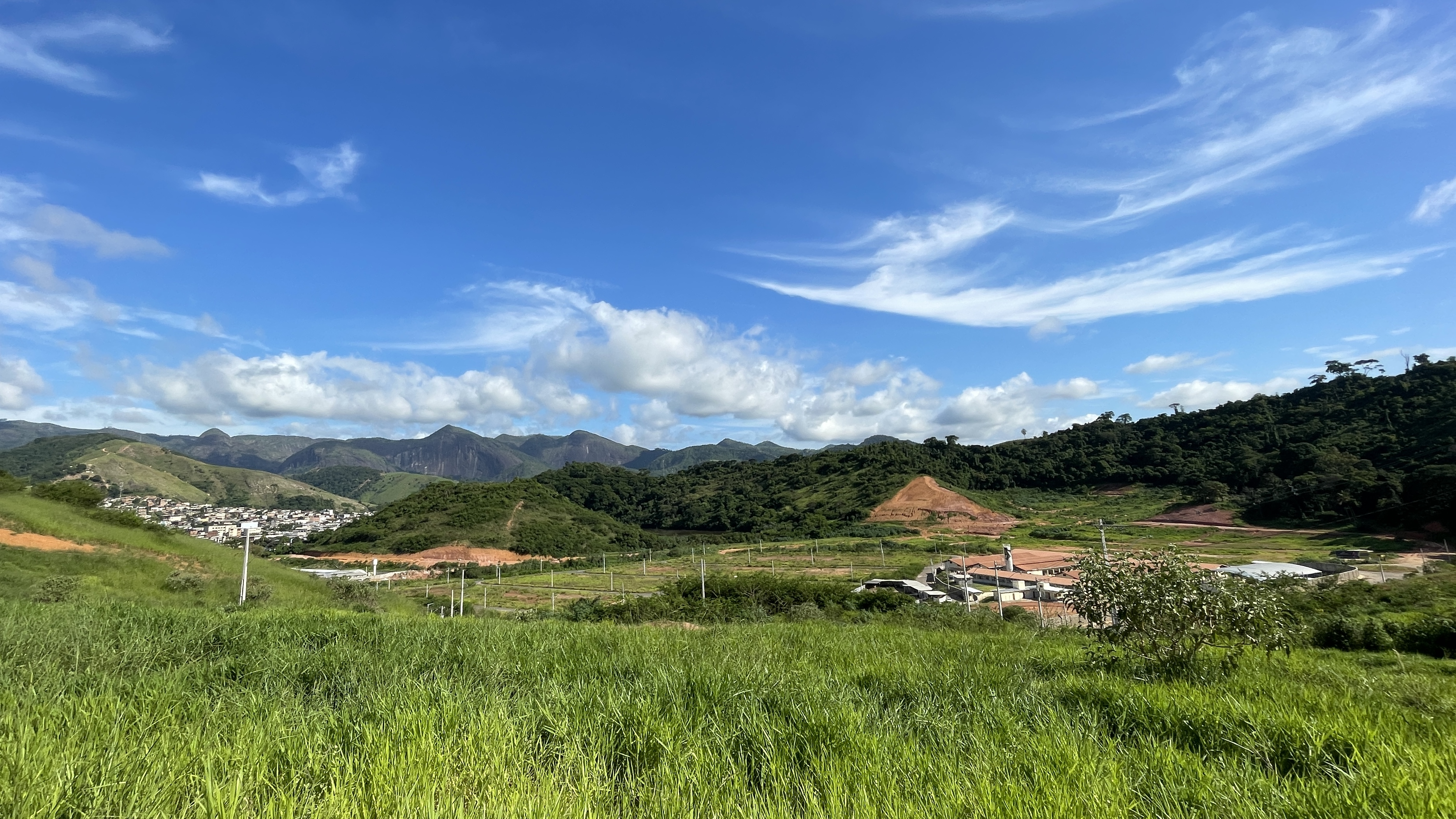
Loteamento Nova Fabriciano, estabelecido entre a Avenida Maanaim e o bairro JK (2025).

Proposições de loteamentos de terras privadas na região da Avenida Maanaim vinham sendo discutidas desde 2010, porém esse projetos individuais foram englobados em uma proposta de urbanização integrada em 2017, com a intenção de potencializar essa área como vetor de desenvolvimento socioeconômico, além de permitir aos investidores um maior aproveitamento em relação aos critérios do Plano Diretor Municipal. Nesse processo, foram incorporados empresários, o poder público e debates com a população.
Em 2017, foram aprovados pela prefeitura os primeiros projetos na área e foi regularizada a última desapropriação, o que possibilitou a liberação total da via, ainda que caminhos improvisados estivessem sendo utilizados por motoristas há mais tempo para completar a ligação. No mesmo ano, foi apresentada pela administração municipal uma proposta de urbanização da região da avenida mediante uma Operação Urbana Consorciada (OUC), com o direcionamento de uma área de cerca de 885 mil m² para habitação de interesse social, desenvolvimento econômico, equipamentos urbanos, preservação e recuperação do meio ambiente no decorrer de 30 anos. Até então, a via já atendia à delegacia de Polícia Civil e glebas de terras.
A chamada Operação Urbana Consorciada Maanaim, que abrange uma área de 909 228,07 m², foi instituída mediante a lei complementar nº 6, de 28 de dezembro de 2017. O plano de intervenção urbana foi publicado no Diário Oficial do município em 30 de abril de 2019, consolidando a orientação de um novo eixo de crescimento urbano em Coronel Fabriciano. Em 2020, foi implantada a ligação das avenidas Tancredo Neves e Maanaim através de semáforo. Em junho do mesmo ano, foi concluída a implantação de iluminação pública em LED na via e houve a inauguração da Unidade de Pronto Atendimento (UPA) Doutor Walter Luiz Winter Maia no Sílvio Pereira II. Posteriormente, foi concluído o loteamento Nova Fabriciano, entre a Avenida Maanaim e o bairro Júlia Kubitschek (JK), onde foi construída a sede da Secretaria de Obras e Serviços Urbanos.

## Aspectos
Toda a extensão de 1,7 km da avenida é pavimentada e possui rede de drenagem e iluminação. Intercepta uma área de relevo ondulado e que inclui a rede de drenagem do ribeirão Caladinho, cujo manancial recebe o efluente pluvial coletado na via. Segundo definido pela atualização do Plano Diretor em 2019, constitui uma das poucas áreas favoráveis à verticalização residencial na cidade, o que também é possível apenas em partes do Belvedere e no Alto Giovannini.